# 神谷明
神谷明（日语：／ Kamiya Akira，1946年9月18日—），日本男性配音員、演員、歌手、旁白。出身於神奈川縣橫濱市。身高163cm。A型血。
東京都立芝商業高等學校畢業。現在是個人事務所羽商事代表，以前經歷Theatre Echo、青二Production、Production baobab及自由身。
妻子戶部光代作為配音員曾在演出，長女為劇作家，次女從事音樂劇演員。

## 經歷

### 成為演員的經緯
神谷明從小生長在父親經營的家具製造工廠，他有一個弟弟，後來因為公司無預警倒閉又父母離異。兄弟2人選擇與母親同居。身為家中長子，他也必須幫助拼命工作的母親，每天進行採購。而他的小學生活曾經換過三間學校（橫濱青木小學→鶴見東台小學→東京都大田區相生小學）。最後，神谷將跟他都畢業於相生小學的前輩、演員小澤榮一作為走上戲劇之路的目標。
御園中學、東京都立芝商業高等學校畢業。高中時期，朋友邀請他加入話劇社，並稱讚他有不錯的聲音，讓神谷對將來走上演劇之路的目標更加堅定。不過在那個時期對神谷來說，要當一位演員相當困難而且又很冒險，由於從小向媽媽說「我想當演員」時，母親正面回應他「（你）要好好加油，因為這是你選擇的道路」。後來，神谷追述自己的往事說：「如果我是我的母親，我可能會停止哭泣」。
高中畢業後，神谷加入橫濱當地的業餘劇團「巨蟹座」，正式展開他的演藝之路。

### 作為配音員活動
1970年，神谷在Theatre Echo研究生時期，以電視動畫《魔法人魚真子》（飾演千吉）在配音業界出道。次年在《足球健將》第一次演要角。然後在《巴比倫2世》演主角巴比倫2世，成為他的配音界商標及代表作。以後，他以《蓋特機器人》（流龍馬）等機器人題材的動畫經常在主演中出現。由於他喊必殺技一直尖叫，因此又被稱作「尖叫神谷」。遊戲「超級機器人大戰系列」中必不可少的配音員之一，《超級機器人大戰F》發行時神谷自己也出現在電視廣告中。
1980年代開始，經常在《週刊少年Jump》連載漫畫的動畫化作品中出演。其中《金肉人》、《北斗神拳》及《城市獵人》中都獲得主演，也被稱為Jump系動畫最中熟悉的配音員之一。其中有許多「少年Jump」系的動畫中是長期系列，此時他所出演的作品經常作為神谷明自身的配音代表作進行介紹。
除了動畫之外，還有參加許多美國電視影集《斯帝爾傳奇》（1982～1987年在美國首播，全5季共92集）擔任皮爾斯·布洛斯南的日語配音（至第2季終了為止＝全42集），以及電影《詹姆士·龐德》系列（第5任日語配音）的《金眼睛》、《明日帝國》及《黑日危機》這些影碟版本。
也經常在廣告和綜藝節目中擔任旁白。一個典型的例子是一直在『超級戰隊系列』時段為中心放送的東京巨蛋城遊樂園（以前的後樂園遊樂園）的英雄表演廣告，自1986年開始負責擔任旁白超過20多年。
Animage主辦的動畫評審團大獎聲優部門（男性）中連續11屆都得獎。
2017年1月9日，神谷在朝日電視台播放的節目『200位人氣聲優認真票選！聲優總選舉3小時SP』的排名中得到第22名。

### 其他活動
1970年代至1980年代，神谷明作為樂團的貝斯手，曾在Slapstick中活躍。由於身邊已經有其他的工作，他擔心自己的日程安排會重疊，而且每個人最初以業餘樂隊享受表演活動，都將會當職業歌手進行活動，因此他先主動提出退團。
在廣播節目《All Night-NIPPON》中，他曾經擔任廣播主持人，也是第一位作為配音員的常駐主持人。在同一節目中，有一個名為的單元，知名的漫畫創作歌手嘉門達夫（當時是笑福亭鶴光的門徒，賦予他「笑福亭笑光」這個名字）與神谷就在《MBS YOUNG TOWN》內的類似單元中認識，並保持朋友交情。
1979年，神谷與堀江美都子2人一起在週日晨間廣播節目擔任主持人，並發行了二重奏單曲。
1979年5月，神谷在原日本劇場（現有樂町Mullion）作為配音員舉辦單人演出。由日本劇院和青二Production在當年春假期間主辦的活動「Voice.Voice.Voice」因為廣受歡迎，在預售票發行當天，本人也有到訪，從日本劇場到數寄屋橋的交叉口出現了大排長龍的排隊隊伍。
在、《北斗神拳》等多數作品擔任過插入歌的主唱之外，1980年代初頭也曾經與曾我部和恭、中尾隆聖、內田直哉等人一起從事演劇活動。
1995年阪神大地震發生，以神谷作為領導人的音樂組合「WITH YOU」成立，並出席慈善活動。作為WITH YOU的領導人，也活躍於的音樂會活動。得到了許多配音員的參與。
2017年辭去日本工學院專門學校聲優演優科講師的工作。其中，新谷良子、清水愛都是神谷的學生。2006年，神谷在開學典禮上，於新生面前現場表演了拳四郎（《北斗神拳》）和冴羽獠（《城市獵人》）的聲音，2007年度和2008年度的開學典禮上為新生準備練習發聲。此外也成立了名為羽商事的個人事務所，接各式各樣的工作，例如旁白和主持人、電台廣告製作、遊戲音頻製作及音樂會／活動的管理和演講。

## 特色
音質為明亮清晰的男中音。
擁有長年的經歷和廣泛的角色聲音路線，多次演過高音的英雄人物，或像是《超時空要塞》的洛伊·福克和《名偵探柯南》的毛利小五郎等等低嗓音，從嚴肅到專門搞笑的他都有演過。特別是洛伊·福克就用了低嗓恩表現出嶄新的一面，也顛覆了神谷自己本身迄今為止所扮演的機器人駕駛員的形象，讓他的演技範圍相當寬廣。
還有《大飯桶》的里中智那樣的美少年、《福星小子》的面堂終太郎、《相聚一刻》的三鷹瞬、《YAWARA！》的風祭進之介等美男子，《究極超人R》的鳥坂學長、《怪貓豬油糕》的喔油油貓、《夠了！阿太郎 (1990年版)》的混蛋等搞笑型角色。至於反派角色演出的機會不多，《超Supercar Gattiger》的埃里克·卑爾根是神谷演的第一個反派要角。之後，他以反派的聲音在布偶劇演路希將軍、《百獸王五獅》演辛克萊皇太子、OVA《羅德斯島戰記》演阿修拉姆、遊戲《櫻花大戰2 ～願君平安～》演京極慶吾。不僅如此，還素顏演過特攝影集《聲優戰隊Voicelugger》的反派組織幹部「將軍γ」。
關於自身的演技部分，神谷說自己受到前輩富山敬的表演方式影響很大，之後兩人曾經在《神化嬌嬌女》、《銀河英雄傳說》一起共演。此外，神谷在九州本地節目《Duomo》中現身說「在劇團回音劇場（Theater Echo）的時代，山田康雄先生演出魯邦三世的表現讓我腦洞大開。後來，這成為我演出角色的血肉」，似乎《城市獵人》的僅一小部分會讓人想起山田，他還回憶說「我很高興，我沒有複製它」。在《魯邦三世VS名偵探柯南》中，魯邦變裝成毛利小五郎時，負責配音的不是擔任魯邦的栗田貫一，而是擔任小五郎一角的神谷。因此他在這裡展示了毛利小五郎與魯邦三世混雜的表現。

## 經常與神谷共演的同事
經常與神谷共演的同事有田中秀幸、古川登志夫。像動畫《大飯桶》、《金肉人》、《北斗神拳2》、《相聚一刻》及《名偵探柯南》，神谷經常與田中扮演有密切關係的角色。另外，《詹姆士·龐德》電影系列在朝日電視台播出時，田中此時也擔任詹姆士·龐德的日語配音。
跟古川在《七龍珠Z》的電影版作品《七龍珠Z：把我的悟飯還來!!》中，神谷在這部電影就演比克的勁敵葛力克二世Jr.，而會請神谷跟古川共演的理由是，導演自己也是《福星小子》的粉絲，一句「既然古川的對手是神谷」就這樣決定了角色聲音的人選。事實上，神谷以前有參加比克的聲音試鏡，結果這場試鏡是由古川勝出。但神谷從《北斗神拳》飾演主角拳四郎開始，古川也在這部和其它的作品多次演他的勁敵。在《名偵探柯南》中，古川也有在這部動畫獻聲，他演的是跟毛利小五郎設定一樣都是屬於爽快型的刑警山村操。
同樣在1970年代的機器人動畫中，神谷隨時經常與井上真樹夫、基頓山田共演。
與島津子自《福星小子》以來，2人經常在浪漫愛情路線的作品共演。

## 與演作出品相關的逸事

### 機器人動畫
神谷在長濱忠夫的執導作品《勇者萊汀》和《鬥將大武士》中有喊到喉嚨沙啞的經驗。他說自己已經盡了最大的努力，有一種深刻的感受。在接受動畫雜誌《Animedia》的採訪中被問到「還能發出萊汀的聲音嗎？」他回答說可以，又說假如之後如果有更好的候補人選，他就會卸任。特別是在《勇者萊汀》後半段的戰鬥場景中，他不斷的尖叫，因此這句台詞是他最後一次錄製，之後總是不得不將以前錄製的聲音每次拿出來使用。
在「超級機器人大戰系列」中，神谷配音的角色都已經出現，而且每岀一款新的遊戲，會再請他重新錄製。另外，由於收錄的角色非常多，因此是分兩次收錄，理由是本人想在遊戲中留下最好的聲音，像是「！」這台詞就重新錄了30次。
1998年發行的OVA作品《真蓋特機器人 世界最後之日》是《蓋特機器人》的重製作品，配音員都已煥然一新，而以前演過流龍馬的神谷在這部OVA只擔任開頭旁白。他記得，能夠深刻地參與到作品中，已經讓他留下了深刻的印象，這與流龍馬過去的角色不同。

### 《週刊少年Jump》作品
北斗神拳
神谷在《北斗神拳》演拳四郎時，曾經即興尖叫的喊「結束了」。2004年在綜藝節目《小知識之泉》中，曾經在現場表演拳四郎的台詞「啊噠噠噠噠……」之後「結束了～（嗚哇噠～斗，我能聽到）」都被節目作介紹。本人認為，在此程序中要發出高音非常困難。「呼，今天也相當累了。這樣一來（工作上）可以收工了」帶有即興的含義。對當時的他忙於工作來說，沒有稍微輕鬆一下玩一點遊戲的話就做不到。實際上，神谷在《北斗神拳》以外的Jump作品《金肉人》、《城市獵人》主演時也相當受到歡迎，因此他沒有時間可以休息。
在關西電台節目《PICTURELAND CLUB》以嘉賓身分出現時，有聽眾提問「您是如何發出北斗百裂拳的聲音的」，神谷則回應說自己有一次「弄丟了重要的東西，無論怎麼找就是一直找不到，當我從書桌後面找到它時，我反覆的說：『我找到了！』」。
在新的《北斗神拳》作品中，拳四郎的聲音換過許多不一樣的人擔任，有子安武人（新·北斗神拳）、阿部寬（新劇場版、OVA）、河本邦弘（柏青哥、角子機）、小西克幸（北斗無雙）、古賀一史（DD北斗神拳）、石川英郎（北斗神拳拉歐外傳 天之霸王）。
金肉人騷動
經過了Coamix從集英社獨立的騷動之後，2002年播出由集英社一方製作的電視動畫《金肉人II世》中，主角金肉人的聲音不再是神谷擔任，而是古川登志夫。除了這場已經平息的獨立騷動事件外，神谷在《笑一笑又何妨！》的單元中承認可能是關係到自己的身體狀況，而出現拒絕了報價的理論猜測，或者是關於神谷的健康焦慮理論引起各式各樣的猜測。
2007年2月3日以來賓的身份上廣播節目《青春Radimenia》時，他本人也談到了這件事，並解釋「由於製作方的預算。我喜歡我的角色，所以我不想這麼做」並否認這些猜測。原因是因為，在確定配音員的動畫出演的報酬數量使用了「排名制」的規則，因此對排名報酬較高且單價較高的神谷來說，如果以「我希望出現」、「因為我是這個角色」等這些理由與生產方預算相匹配的方式從指定的金額中減少，由於系統採用排名制的關係，這也會自動對所有其他表演者的單價產生很大的不利影響。這意味著不能出現這種不合理的出演，也就是說，配音員發生變化的原因是由動畫製作者和配音業界的系統方面的預算所造成的情況。還有，作為1980年代提高配音演員的地位和收入的這個世代來說，出現了不合理的出演會給同齡層的和年輕一代帶來負擔不是不可能。此外，在《金肉人》電影版中，神谷是在預算充足的情況下，才能演金肉人的角色。
城市獵人
《城市獵人》主角羽獠是神谷自身的出演經歷中，最喜歡的角色。關於這點，他以來賓身份上TOKYO FM電台節目《山田尚的無線電台DX》在公開錄音的場合中提到，其原因是他將自己以前擔任主配的拳四郎（神谷的第二次主配）與筋肉人（第三次主配）的經驗，全都投入在冴羽獠身上，其表現給前輩山田康雄和井上真樹夫和曾經與神谷共演的人留下了印象。
至於神谷現在的個人事務所「羽商事」，事實上也是來自他演的冴羽獠。公司成立時，神谷曾經徵詢原作者北條司同意可使用這個名字，但是北條當下以為神谷並無認真之意，後來有一次拜訪神谷的事務所時，發現他真的付諸行動，驚訝地說道：「咦，你真的拿來用了？」。
如上面所述，由於神谷在《少年Jump》改編的動畫中演過很多位主角，因此與作品的原作者一起投資成立了漫畫出版社Coamix，它是一間從集英社獨立出來的的編輯製作公司，並曾經在該公司上班，2004年12月31辭職。至今仍然參與集英社作品的工作，曾以旁白的聲音出現在《銀魂劇場版 完結篇 永遠的萬事屋》和真人電影《爆漫王。》的廣告短片中。

### 高橋留美子作品
高橋留美子因為喜歡神谷的聲音，所以《福星小子》的面堂終太郎和《相聚一刻》的三鷹瞬的聲音都請他擔任。另外，神谷在追述往事中提到《福星小子》的面堂終太郎是他演搞笑角色的轉機。
《福星小子》和《相聚一刻》放送終了之後，有外界傳出下一部動畫化作品《亂馬½》主角的勁敵九能帶刀建議繼續由神谷擔任，最後被負責該動畫的導演芝山努否認，其理由是高橋留美子的作品當時還沒有新人（官方證實動畫版九能帶刀的聲音由鈴置洋孝擔任）。但在高橋的強烈建議下，為神谷設計了只在動畫版登場、侍奉九能家的忍者猿隱佐助這位新角色，還是沒有被導演認可，其角色的聲音是由千葉繁擔任。《亂馬½》放送中的後期，曾經出現一些為神谷而準備的角色。

### 名偵探柯南
2009年9月18日，神谷在63歲生日當天於部落格表明自己不再擔任動畫《名偵探柯南》中毛利小五郎的配音。在文中透露出離開的原因是因為「合約上的糾紛和信、仁以及義理上的問題」，並在文中透露表達長年照顧的愛戴與感謝，文中還包含了原作者青山剛昌、配音團隊、APU工作室、讀賣電視台及小學館。由於當時尚未透露具體的原因，因此在粉絲中流傳著各種謠言和猜測。9月19日，又在自己的部落格貼文有關卸任的理由，強調與「製作公司」失去了信任，隔天該文火速被刪除。
在2009年10月28日發布的《週刊少年Sunday》中，宣布小山力也將接替神谷演毛利小五郎（從10月31日播出的第553話開始由小山擔任）。神谷也在部落格上面說，自己送了一份麥酒給小山，並於次年4月邀約一起聚餐，同時正式完成了交接和建議。雖然神谷已經離開《名偵探柯南》的製作團隊，但他與直接的節目製作人和《名偵探柯南》的主要配音員之間的互動並沒有間斷，而且本人依然在自己的部落格、Twitter，及各種事件上宣稱將來有一天能在《名偵探柯南》的動畫中出現，並作為支持者不斷的在支持。
但是經過10年之後，神谷以預告片的旁白在2019年4月日本劇院公開上映的《名偵探柯南：紺青之拳》中出現，及在《北斗神拳》的相關跨部合作的活動以拳四郎的初代配音員擔任旁白。

### 大地丙太郎執導作品
神谷離開名偵探柯南的製作團隊後，導演大地丙太郎邀請他演電視動畫作品的要角（2016年現在）。在這之中，包含以演員身分參加大地丙太郎的2013年電視劇《歡樂江戶》的拍攝。

## Theater Echo時期
Theater Echo所屬時期，他承認自己是前輩山田康雄、納谷悟朗、熊倉一雄的學生。如上面所述，外界會將他《城市獵人》冴羽獠的演技比喻說是魯邦三世（山田）、或將《名偵探柯南》的毛利小五郎在心中與錢形警部（納谷）聯繫，他說，熊倉演三枚目的表現和唱歌能力「可以幫助我在演金肉人時作為參考」。關於山田，神谷說「山田先生是一個緊張而又害怕的前輩」，因為他（山田）與同年齡的人在工作上很辛苦，但對當演員的山田相當尊重。而納谷是神谷在培訓學校時期的講師，他曾經接受納谷的演技直接指導，因此，納谷在神谷的評價是「行為嚴格但心地善良又熱情的人」。與槐柳二住在附近而且有不錯的交情，原因是神谷在年輕的時候，曾經幫他介紹工作地點。跟神谷以前也是Theater Echo所屬的矢田耕司則經常罵他卻很愛他，至於神谷自己的笑容說是新人時期被村真人教出來的。

## 工作態度
神谷在將配音員作為主業之前，早就與「沒有演員的工作，配音工作只能當副業」的人認識。儘管很多人都不願意被用「配音員」這樣做稱呼，但神谷是為數不多，認為配音工作是專業人士的人之一。雖然本人不願被當作配音員稱呼，但對自己的配音工作經歷感到自豪。另外，對於一個不喜歡被稱為配音員的人，他說「當我稱自己是『演員，而不是配音演員』時，實際上配音工作讓我的生活過得很充實，這就是『配音員』的全部了」。還有他說「這只是一個驕傲，您不應該有那種驕傲」。
雖然來自關東地區，但仍會演講關西方言的角色。當時他說，希望自己能夠透過錄音以接收關西地區出身的朋友，如北村弘一和松原美穗，並錄製對話在與他們互動的基礎上提高語音符號來與本地人保持更近的距離。
2019冠狀病毒病疫情在日本淪陷時，考慮到從新人到老將所有的配音員會聚集在同一間錄音室或共用同一支麥克風等情況，以記錄治療情況和確保高齡出演者的安全。結果，在神谷經常出現的動畫作品中，只考慮了選用年紀較大的出演者，因此錄音作業沒多久就立即中止。

## 其他逸事
神谷在很受歡迎的時候，必須在牙齒治療完畢的第二天才能開始工作。然而卻在他進入工作室之後，麻醉藥的作用又立即復發了。像是在把幼教節目的標題名稱念成「物語」的這場危機中，留下了經驗。
曾被稱為罕見的雨男。原因是他出現在活動時本來天氣狀況很好，但是沒多久就開始下雨。
劇團薔薇座時期，那裡聚集了許多現役有名的資深配音員，而神谷自己並不是正規的座員，他是兼差負責道具的工作，這樣的流程固定下來之後，他一直以兼差的身份出現在電視節目和舞台表演節目中。
喜歡在人多吵雜的地方站著吃拉麵。據稱他已經征服了山手線的所有車站的拉麵店，但後來否認說並不是所有的車站，而是相當多間的拉麵店。
後輩神谷浩史跟他一樣都姓「神谷」，並從事一樣的職業，本來就沒有血緣關係。但是，神谷浩史在廣播節目中公開稱神谷明叫他「父親」，而且在2003年發行的遊戲《激鬥職棒 水島新司VS職棒明星》為登場角色里中智獻聲（里中智是神谷明在動畫《大飯桶》演的角色）。此外，神谷浩史在青二塾時期，曾經接受講師神谷明的指導。
第二次聲優熱潮的重要人物之一，在那個時期，神谷在自己主持的廣播節目被取了一個暱稱叫了一個暱稱叫「飯糰假面」（當時神谷留著一頭長髪，暱稱就來自他其髪型），他自己也搞笑的說「不管是白痴！還是電熱水器！」。

## 繼任、代演
2000年代後期，神谷因薪酬、日程問題以及身體不適的影響從一些作品中卸任。目前，神谷已在一些作品中賦歸。
| 繼任       | 角色名                         | 概要作品                          | 繼任初次擔當作品                |
| ---------- | ------------------------------ | --------------------------------- | ------------------------------- |
| 大塚芳忠   | 凱利·馬洪尼                    | 《警察學校》                      | 《警察學校2：初露锋芒》         |
| 千葉繁     | 葛力克二世Jr.                  | 《七龍珠Z：把我的悟飯還來!!》     | 《七龍珠Z》                     |
| 横島亘     | 詹姆士·龐德（皮爾斯·布洛斯南） | 「詹姆士·龐德系列」影碟版本       | 《詹姆士·龐德：黑日危機》       |
| 古川登志夫 | 金肉須久留〈金肉人〉           | 《金肉人》                        | 《金肉人II世》                  |
| 子安武人   | 羽獠                           | 《城市獵人》                      | 「角子機（Sammy）城市獵人」     |
| 子安武人   | 面堂終太郎                     | 《福星小子》                      | 《福星小子 ～拉姆的LoveSong～》 |
| 神谷浩史   | 里中智                         | 《大飯桶》                        | 《激鬥職棒 水島新司VS職棒明星》 |
| 平川大輔   | 多諾萬·貝利                    | 《大偵探波洛 (第4集：4樓的房間)》 | 完整版DVD追加錄音部分           |
| 河本邦弘   | 拳四郎                         | 《北斗神拳》                      | 《北斗神拳》                    |
| 小西克幸   | 拳四郎                         | 《北斗神拳》                      | 《北斗無雙》                    |
| 黑田崇矢   | 拳四郎                         | 《北斗神拳》                      | 《人中北斗                      |
| 大川透     | 艾格                           | 《阿拉丁》                        | DVD版特典映像                   |
| 小山力也   | 毛利小五郎                     | 《名偵探柯南》                    | 第553話                         |
| 真殿光昭   | 天樞星捷克弗里德               | 『聖鬥士星矢』                    | 《聖鬥士星矢 鬥士之魂》         |

其中，2013年交換卡片遊戲《七龍珠群雄》的葛力克二世Jr.一角再度擔任。還有，2002年遊戲《金肉人II世 新世代超人VS傳說超人》的金肉須久留〈金肉人〉、2008年遊戲《北斗神拳 ～北斗神拳傳承者之道～》的拳四郎請神谷繼續擔任。至於《北斗神拳》的相關衍生作品大多則是請其他配音員擔任。

## 演出
粗體字表示主要角色。

### 電視動畫
1970年
- 鄉巴佬大將（日语：いなかっぺ大将）（同班同學、門弟、遊客、弘、麥克、一郎、正美）
- 魔法人魚真子（少年C、千吉）

1971年
- 足球健將（屋島佐介）
- 天才傻鵬（日语：天才バカボン (アニメ)）（歌合戰的主持人）
- 神化嬌嬌女（加藤太郎）

1972年
- 海王子（海鳥）
- 科學小飛俠（羅米納）
- 萬能旋風兒（日语：国松さまのお通りだい）（村人C、一郎、木下、空手部員、中川公彥、小孩、小山）

1973年
- 極真派空手道（日语：空手バカ一代）（1973年－1974年，有明省吾[27]、安達進）
- 小青蛙（日语：けろっこデメタン）（青太郎）
- 荒野的少年神槍手（日语：荒野の少年イサム）（1973年－1974年，渡勇）
- 再造人卡辛（安卓機器人5號）
- 英勇無敵號（1973年－1974年，吹雪真[28]）
- 哆啦A夢 (日本電視台版)
- 巴比倫2世（巴比倫2世[29]）
- （栗本潤）

1974年
- 阿爾卑斯的少女海蒂
- 宇宙戰艦大和號（1974年－1981年，加藤三郎（日语：加藤三郎 (宇宙戦艦ヤマト)）、加藤四郎）3系列[注 7]
- 蓋特機器人（1974年－1976年，流龍馬[30][31]、歷站的隊長〈鐵球〉、恐龍士兵）2系列[注 8]
- 昆蟲物語 新孤兒哈奇

1975年
- 天方夜譚（阿里巴巴[32]）
- 一休和尚（哲齊〈第2代〉、時藏）
- 少年德川家康（又五郎）
- 時間飛船（王子、伊索奇）
- 勇者萊丁（1975年－1976年，響洸）

1976年
- 太空五小義 哥頓（戶川一郎）
- 大空魔龍（1976年－1977年，石蕗三四郎[33]、斯塔爾）
- 超力電磁俠 孔巴特拉V（山本一夫[34]、川上健二[34]）
- 大飯桶（日语：ドカベン）（里中智[35]）
- 無敵飛天俠（發田一郎、健）
- 飛鷹一號（比爾·蓋拉、暴走族）
- UFO機器人 古連泰沙（廣、少年指令隊艾因斯）

1977年
- 排球英雌（伏島一郎[36]）
- 電磁超人飛金剛（吉米·歐利恩）
- 鐵臂馬魯斯（阿迪歐斯）
- 超Supercar Gattiger（1977年－1978年，埃里克·卑爾根）
- 冰河戰士（ミト·カヤ）
- 小雙俠 (1977年版)（佐助）
- 惑星機器人 丹加德A（1977年－1978年，一文字拓真[37]）

1978年
- 咪咪流浪記（馬爾卡諾）
- 宇宙海賊哈洛克船長（1978年－1979年，台羽正[38]）
- 太空突擊隊
- 恐龍大戰爭（齊木俊介）
- 銀河鐵道999（プライダー）
- 女王陛下的小天使小偵探（日语：女王陛下のプティアンジェ）（霍華德）
- 金銀島（1978年－1979年，海鷗巴比[39]）
- 鬥將戴摩斯（龍崎一矢）
- 魔女Tickle（錦三郎）

1979年
- 動畫紀行 馬可波羅的冒険（日语：アニメーション紀行 マルコ・ポーロの冒険）
- 圓桌騎士物語 燃燒的亞瑟（1979年－1980年，亞瑟[40][41]）2系列
- 加油！我們的打帶跑（日语：ヒット・エンド・ラン）（葵麻呂[42]）
- Z超人（日语：ゼンダマン）（忒修斯、忠敬）

1980年
- 宇宙戰士巴魯迪奧斯（戴格拉斯）
- 太陽的使者 鐵人28號（喬）

1981年
- 原子小金剛 (1980年版)（宙斯）
- 百獸王五獅（1981年－1982年，辛克萊皇太子）
- 救難小英雄Yattode（米開朗基羅）

1982年
- 福星小子（1982年－1986年，面堂終太郎[43]、拳四郎）
- 電子神童（戶符）
- 最強機器 大王者（代官兒子·烏爾達）
- 超時空要塞（1982年－1983年，洛伊·福克（日语：ロイ・フォッカー）[44]）
- 我是妙殿下！（日语：パタリロ!）（1982年－1983年，青蔥21號、基督徒博士）

1983年
- 伊賀野河馬丸（1983年－1984年，目白沈寢）
- 銀河疾風流離我（羅恩·古德）
- 金肉人（1983年－1992年，筋肉須久留〈金肉人〉（日语：キン肉スグル）、金肉辰德）2系列
- 猿飛小忍者（日语：さすがの猿飛）（地頃）
- 青春野球部Nine、青春野球部Nine 戀人宣言（日语：ナイン (漫画)）（山中健太郎）2系列
- 無敵三四郎（比爾·托馬斯）
- 漫畫日本史（日语：まんが日本史 (日本テレビ)）（森蘭丸）
- 未來警察浦島人（克勞德〈藏人〉水澤、旁白）

1984年
- 怪貓豬油糕（日语：オヨネコぶーにゃん）（1984年－1985年，喔油油貓）
- 金肉人 決戰!! 7位超人VS宇宙野武士（筋肉須久留〈金肉人〉）
- Gu-Gu甘莫（日语：Gu-Guガンモ）（澤田巡査）
- 北斗神拳（1984年－1987年，拳四郎（日语：ケンシロウ）[45]）2系列
- 名偵探福爾摩斯（技師〈維克多·海瑟里〉）

1985年
- 夢幻之星的波坦諾斯（日语：夢の星のボタンノーズ）

1986年
- 青春動畫全集（日语：青春アニメ全集）「伊豆的舞孃」（水島）
- 相聚一刻（1986年－1988年，三鹰瞬、三鷹瞬的父親）

1987年
- 動畫三槍手（日语：アニメ三銃士）（1987年－1989年，阿特斯）
- 肥牛牛布斯（1987年－1988年，布斯〈牛〉）
- 城市獵人（1987年－1999年，羽獠／孟波）4系列 + 特別篇3部
- 聖鬥士星矢（1987年～1989年，英仙座白銀聖鬥士亞魯哥、神鬥士天樞星齊格菲）
- 狗仔爺爺 (1987年版)（日语：のらくろクン）（王子）

1988年
- 秩父山醫師（日语：ドクター秩父山）（秩父山）

1989年
- 超時空遊俠（1989年－1990年，丹丹王子）
- YAWARA！（1989年－1992年，風祭進之介、西文字）

1990年
- 八百八町表裏 化妝師（日语：八百八町表裏 化粧師）（式亭小三馬）
- 夠了！阿太郎 (1990年版)（日语：もーれつア太郎）（混蛋（日语：ニャロメ））

1991年
- 蓋特機器人號（1991年－1992年，大道剴[46]）

1994年
- 美少女戰士系列（1994年－1996年，教授〈土萌創一〉）2系列

1995年
- 動畫世界的童話（日语：世界名作童話シリーズ ワ〜ォ!メルヘン王国）（辛巴達）
- 空想科學世界（布魯斯）

1996年
- 名偵探柯南（1996年－2009年[注 9]，毛利小五郎〈初代〉）

1997年
- 甜心戰士F（如月猛）

1998年
- 萬能文化貓娘（夏目久作）

2000年
- 銀裝騎攻Ordian（日语：銀装騎攻オーディアン）（哉生正樹）
- 深藍救兵（古士唐·布朗）

2001年
- 地球防衛家族（大地衛）
- 破邪巨星G彈劾凰（天城進C／彈劾凰Ur）

2003年
- 高橋留美子劇場（年男「老爸13歲」、東雲「一天來回的夢」）

2005年
- 阿貴的家族（桑塔波斯）
- 天使心（2005年－2006年，冴羽獠[47]）

2008年
- 小雙俠 (2008年版)（神谷明[注 10]）

2009年
- 魯邦三世VS名偵探柯南（毛利小五郎[48]）

2011年
- 丸少爺（諸星）[注 11]

2012年
- 嘟嘟貓觀察日記（佐藤茂、婆婆）

2013年
- DD北斗神拳（2013年－2015年，龍拳[49][50]、林佐、石原龍次郎）2系列

2015年
- 元氣少女緣結神◎（僧正坊[51]）

2016年
- 烏龍派出所 THE FINAL 兩津勘吉最後的一天（綁匪首領[52]）

2017年
- 信長的忍者（齋藤道三）

2018年
- POP TEAM EPIC（2018年－2021年，PIPI美〈第4話B段〉）
- 銀魂.（伊莉莎白〈多拉貢尼亞〉）
- 救難小英雄24 逆襲的三惡人（聖德太子）

2020年
- EEE偵探社（日语：EEE探偵社）（犬飼江湖藏、小鹿愛默生）
- 富豪刑事 Balance:UNLIMITED（仲本長介[53]）
- 交通工具人 移動樂園的跑車君（日语：のりものまん モービルランドのカークン）（爺爺[54]）
- 戰翼的希格德莉法（奧丁〈老人〉[55]）

2024年
- 金肉人 完美超人始祖篇（金肉真弓、卡哈梅[56]）

### 電影動畫
1975年
- 金剛大魔神對決蓋特機器人（日语：グレートマジンガー対ゲッターロボ）（流龍馬）
- 金剛大魔神對決蓋特機器人G：空中大衝突（日语：グレートマジンガー対ゲッターロボG 空中大激突）（流龍馬）

1976年
- 金剛戰神 蓋特機器人G 金剛大魔神 ～決戰！大海獸～（日语：グレンダイザー ゲッターロボG グレートマジンガー 決戦! 大海獣）（流龍馬）

1977年
- 劇場版 宇宙戰艦大和號（加藤三郎（日语：加藤三郎 (宇宙戦艦ヤマト)）[57]）
- 世界名作童話 白鳥的王子（日语：世界名作童話 白鳥の王子）（王子）

1978年
- 再見了，宇宙戰艦大和號 愛的戰士們（日语：さらば宇宙戦艦ヤマト 愛の戦士たち）（加藤三郎[58]）
- 綿羊小鈴（小鈴）

1980年
- 永遠的大和號（加藤四郎[59]）
- 奔向地球（關·雷·斯洛爾）

1981年
- 公主與惡魔（日语：悪魔と姫ぎみ）（希茲克利夫）

1983年
- 宇宙戰艦大和號 完結篇（加藤四郎[60]）
- 福星小子：愛星球之戀（日语：うる星やつら オンリー・ユー）（面堂終太郎）
- 欣賞職棒享受10倍快樂的方法（日语：プロ野球を10倍楽しく見る方法）（原）

1984年
- 福星小子2：綺麗夢中人（面堂終太郎[61]）
- 金肉人：被奪走的冠軍腰帶（日语：キン肉マン 奪われたチャンピオンベルト）（金肉須久留〈金肉人〉（日语：キン肉スグル））
- 金肉人：大暴動！正義超人（日语：キン肉マン 大暴れ!正義超人）（金肉須久留〈金肉人〉）
- 超時空要塞：愛，還記得嗎？（洛伊·福克（日语：ロイ・フォッカー））
- 忍者哈特利+小超人帕門：超能力大戰（日语：忍者ハットリくん+パーマン 超能力ウォーズ）（精神超人）
- 欣賞職棒享受10倍快樂的方法 PART2（原）

1985年
- 福星小子3：情侶樂天派（日语：うる星やつら3 リメンバー・マイ・ラブ）（面堂終太郎）
- 金肉人3：正義超人vs古代超人（日语：キン肉マン 正義超人vs古代超人）（金肉須久留〈金肉人〉）
- 金肉人：逆襲！宇宙隱形超人（日语：キン肉マン 逆襲!宇宙かくれ超人）（金肉須久留〈金肉人〉）
- 金肉人：愉快的身影！正義超人（日语：キン肉マン 晴れ姿!正義超人）（金肉須久留〈金肉人〉）

1986年
- 福星小子4：鬼姬傳說（日语：うる星やつら4 ラム·ザ·フォーエバー）（面堂終太郎）
- 金肉人：紐約千鈞一髮！（日语：キン肉マン ニューヨーク危機一髪!）（金肉須久留〈金肉人〉）
- 金肉人：正義超人vs戰士超人（日语：キン肉マン 正義超人vs戦士超人）（金肉須久留〈金肉人〉）
- 還有第11人！（日语：11人いる!）（塔達特斯·雷恩）
- 劇場版 北斗神拳（日语：北斗の拳 (1986年の映画)）（拳四郎（日语：ケンシロウ））

1988年
- 福星小子 完結篇（日语：うる星やつら 完結篇）（面堂終太郎）
- 聖鬥士星矢：真紅的少年傳說（龍骨座的阿特拉斯）
- 相聚一刻 完結篇（三鷹瞬）

1989年
- 大蜜蜂 HYPER-PSYCHIC-GEO GARAGA（日语：ギャラガ (アニメ映画)）（恩普）
- 城市獵人：愛與宿命的馬格南（羽獠）
- 七龍珠Z：把我的悟飯還來!!（日语：ドラゴンボールZ (1989年の映画)）（葛力克二世Jr.）

1990年
- 城市獵人：海灣城市之戰爭（冴羽獠）
- 城市獵人：百萬美元之陰謀（冴羽獠）

1991年
- 福星小子：聖水奇緣（日语：うる星やつら いつだってマイ・ダーリン）（面堂終太郎）

1993年
- 劇場版 怪俠佐羅利（佐羅利）
- 深海的童話（日语：遠い海から来たCOO）（湯尼·波特姆茲）
- 怪博士與機器娃娃：嗯洽！企鵝村的早晨（日语：Dr.スランプ アラレちゃん んちゃ!ペンギン村はハレのち晴れ）（馬西里特博士、梅查烏肯、月）

1994年
- J聯賽的享受100倍快樂的方法!!（日语：Jリーグを100倍楽しく見る方法!!）（拉莫斯·瑠偉）
- 怪博士與機器娃娃：嗯加!! 緊張刺激的暑假（日语：Dr.スランプ アラレちゃん んちゃ!!わくわくハートの夏休み）（馬西里特博士、透明人）
- 平成狸合戰（玉三郎[62]）

1995年
- 起程的冒險者們 Legend of Crystania（日语：クリスタニア）（阿修拉姆）

1997年
- 哆啦A夢七小子：怪盜哆啦邦謎樣的挑戰書（哆啦邦）

1997年
- 名偵探柯南系列[注 12]（毛利小五郎[63][64][65][66][67][68][69][70][71][72][73][74][75]）

1998年
- 秀逗魔導士 GORGEOUS（羅德·卡伯特）

2000年
- The AURORA 海上極光（日语：The AURORA 海のオーロラ）（王玉龍[76]）

2001年
- 劇場版 金肉人II世（初代金肉人）

2013年
- 銀魂劇場版 完結篇 永遠的萬事屋（伊莉莎白）

2019年
- 劇場版 城市獵人：新宿PRIVATE EYES（冴羽獠）

2023年
- 劇場版城市獵人 天使之淚（冴羽獠[77]）

### OVA
1985年
- 福星小子 了子的九月茶會（面堂終太郎）
- 烏龍派出所（中川圭一）
- 夢次元獵人芳朵拉（日语：夢次元ハンターファンドラ）（庫耶）

1986年
- 風神戰士（日语：アウトランダーズ）（直）
- 福星小子 I'm THE 小終（面堂終太郎）
- 那由他（日语：那由他 (漫画)）（奇洛）
- Pelican Road Club Caroucha（日语：ペリカンロード）（清水敏滿）

1987年
- 福星小子 夢想製造者因幡登場！拉姆的未來會是!?（面堂終太郎）
- elf17（日语：エルフ・17）（馬斯卡特·泰勒）
- 破邪大星彈劾凰（日语：破邪大星ダンガイオー）（羅爾·克蘭、第2話旁白）
- 火之鳥 宇宙篇（牧村[78]）
- MAPS 傳說的徘徊星人們（日语：マップス (OVA)#1987年（学研）版）（紐烏·艾普）

1988年
- 福星小子（面堂終太郎）
  - 生氣吧！冰砂
  - 小渚的婚約對象
- 宇宙家族卡賓遜（日语：宇宙家族カールビンソン）（拓）
- 宇宙戰士（辛姆）
- 孔雀王（日光）
- 雷諾尼都紀事 屠龍者傳說（優安）

1989年
- 福星小子（面堂終太郎）
  - 電力裝置園丁
  - 對月亮吼叫
  - 與山羊笑一個
  - 捉住那顆心
- 銀河英雄傳說（巴格達胥中尉）
- 野犬奇兵 DOG SOLDIER：SHADOWS OF THE PAST（日语：ドッグソルジャー）（約翰·京介·飛葉）
- 星貓滿屋（奇拉克）

1990年
- 綠山高校 甲子園篇（日语：緑山高校 甲子園編）（佐田丸）
- 青春狂想曲（日语：八神くんの家庭の事情）（四日市明）
- 羅德斯島戰記（阿修拉姆（日语：アシュラム））

1991年
- 福星小子（面堂終太郎）
  - 少女麻疹的恐怖
  - 與靈魂約會
- 究極超人R（日语：究極超人あ〜る）（鳥學長）
- 飛女刑事（神恭一郎）
- 含羞草（山櫻監悟）

1992年
- 萬能文化貓娘（夏目久作）
- 聖飢魔 ～充滿人類愛的社會～（日语：HUMANE SOCIETY 〜人類愛に満ちた社会〜）（導演）

1994年
- 御宅星座（日语：おたくの星座）（因陀羅）

1995年
- YAMATO2520（理基亞德少尉）

1996年
- 水晶國傳說（日语：クリスタニア#レジェンド・オブ・クリスタニア（OVA））（阿修拉姆）

1998年
- 支配者的黃昏 TWILIGHT OF THE DARK MASTER（日语：支配者の黄昏）（晃龍）
- 真蓋特機器人 世界最後之日（旁白）
- 萬能文化貓娘 DASH（夏目久作）

1999年
- 青山剛昌短篇集 夏日的聖誕老人（格雷）
- 青山剛昌短篇集2 偵探喬治的迷你大作戰（日语：探偵ジョージのミニミニ大作戦）（桐島祥二）

2000年
- 名偵探柯南 柯南vs基德vs鐵劍 寶刀爭奪大決戰（毛利小五郎）

2002年
- 超時空要塞Zero（洛伊·福克）
- 名偵探柯南 16個嫌疑犯（毛利小五郎）

2005年
- 名偵探柯南 目標是毛利小五郎!! 少年偵探團的秘密調查!!（毛利小五郎）

2006年
- 名偵探柯南 追蹤消失的鑽石!! 柯南、平次vs基德!!!（毛利小五郎）

2007年
- 名偵探柯南 來自阿笠的挑戰書！阿笠對決柯南和少年偵探團!!（毛利小五郎）

2008年
- 名偵探柯南 女高中生偵探 鈴木園子事件簿（毛利小五郎）

2009年
- 名偵探柯南 十年後的陌生人（毛利小五郎）

2010年
- 福星小子 障礙物游泳大會（日语：うる星やつら ザ・障害物水泳大会）（面堂終太郎）

### 網路動畫
- （2013年，校長、[79]）

### 遊戲
1989年
- RED ALERT（日语：レッド・アラート）（蓋伊·風間）[注 13]

1990年
- 福星小子 STAY WITH YOU（日语：うる星やつら STAY WITH YOU）（面堂終太郎）
- 熱血足球（國雄）

1991年
- R-TYPE COMPLETE CD[注 14]

1992年
- 電忍銀河號（日语：電忍アレスタ）
- 龍騎士（日语：ドラゴンナイト）（大和武）[注 13]
- YAWARA！（風祭進之介）

1993年
- 天外魔境 風雲歌舞伎傳（日语：天外魔境 風雲カブキ伝）（桑古耳）

1994年
- 福星小子 ～Dear My Friend～（日语：うる星やつら 〜ディア マイ フレンズ〜）（面堂終太郎）
- 龍騎士III（大和武）
- Popful Mail（日语：ぽっぷるメイル）（布拉奇）[注 13]
- YAWARA！2（風祭進之介）
- 羅德斯島戰記 英雄戰爭（阿修拉姆）
- 羅德斯島戰記2（阿修拉姆）

1995年
- 龍騎士&塗鴉（大和武）
- 北斗神拳（拳四郎（日语：ケンシロウ））[注 15]
- Linda³（日语：リンダキューブ）（修姆）

1996年
- 轉蛋王（日语：ガチャ王）
- 第4次超級機器人大戰S（流龍馬、龍崎一矢、響洸）
- 新超級機器人大戰（日语：新スーパーロボット大戦）（流龍馬、響洸、石蕗三四郎）
- TOBAL No. 1（日语：トバルNo.1）（格林·卡茲）
- 北斗神拳（拳四郎）[注 16]
- 夢幻模擬戰3（日语：ラングリッサーIII）（迪哈爾特、克勞斯伯爵）

1997年
- 龍騎士4（大和武）[注 17]
- 超級機器人大戰F（流龍馬）
- Tobal 2（日语：トバル2）（格林·卡茲）
- 桃太郎道中記（日语：桃太郎道中記）（實況、大惡魔）

1998年
- 櫻花大戰2 ～願君平安～（京極慶吾）
- 超級機器人大戰F 完結篇（流龍馬）
- 名偵探柯南[[[Wikipedia:格式手册/链接#章節|錨點失效]]]（小五郎、黨羽）

1999年
- 宇宙戰艦大和號 遙遠之星（加藤三郎）
- 蓋特機器人大決戰（日语：ゲッターロボ大決戦!）（流龍馬、旁白）
- 超級機器人大戰完全版（流龍馬、響洸）
- 打字奧義 北斗神拳 激打（拳四郎）
- 70年代風機器人動畫 GeP-X（日语：70年代風ロボットアニメ ゲッP-X）（百舌鳥惠一）
- 續·御神樂少女偵探團 ～完結篇～（日语：御神楽少女探偵団）（常盤省吾）

2000年
- 再見，宇宙戰艦大和號 愛的戰士（日语：さらば宇宙戦艦ヤマト 愛の戦士たち）（加藤三郎）
- 超級機器人大戰α（流龍馬、響洸、洛伊·福克（日语：ロイ・フォッカー））
- 打字奧義 北斗神拳 激打SE（拳四郎）
- 打字死鬥 北斗神拳 激打2（拳四郎）
- 北斗神拳 世紀末救世主傳說（日语：北斗の拳 世紀末救世主伝説）（拳四郎）
- Punch Mania 北斗神拳（日语：パンチマニア 北斗の拳）（拳四郎）
- Punch Mania 北斗神拳2 修羅之國篇（拳四郎）
- 名偵探柯南 3位名推理（毛利小五郎）

2001年
- 東京迪士尼海洋 ～失落寶石的秘密～（艾格）
- 超級機器人大戰α for Dreamcast（流龍馬、響洸、洛伊·福克）
- 超級機器人大戰戦α外傳（流龍馬、響洸、洛伊·福克）
- 打字修行 北斗神拳 激打ZERO（拳四郎）

2002年
- 王國之心（艾格）
- 金肉人II世 新世代超人VS傳說超人（日语：キン肉マン ジェネレーションズ）（金肉須久留〈金肉人〉（日语：キン肉スグル））
- 超級機器人大戰IMPACT（日语：スーパーロボット大戦IMPACT）（流龍馬、響洸、羅爾·克蘭）
- 戰地風雲（日本兵）
- 名偵探柯南 最棒的夥伴（毛利小五郎）
- UNiSON（日语：UNiSON）（舞蹈老師）
- 雷電乒乓（日语：ライジンピンポン）（雷吉）

2003年
- 超級機器人大戰Scramble Commander（日语：スーパーロボット大戦Scramble Commander）（流龍馬、響洸）
- SEGA AGES 2500系列（日语：セガエイジス2500シリーズ） 北斗神拳（拳四郎）
- 第2次超級機器人大戰α（流龍馬、龍崎一矢、石蕗三四郎）
- 打字百裂拳 北斗神拳 激打3（拳四郎）

2004年
- 名偵探柯南 大英帝國的遺產（毛利小五郎）

2005年
- 第3次超級機器人大戰α 終焉之銀河（流龍馬、龍崎一矢、石蕗三四郎、響洸、洛伊·福克）
- 超級機器人大戰MX 攜帶版（流龍馬、龍崎一矢、響洸）

2006年
- Another Century's Episode 2（洛伊·福克）
- 金肉人 肌肉大獎賽（日语：キン肉マン マッスルグランプリ#キン肉マン マッスルグランプリ）（'金肉須久留〈金肉人〉）
- 金肉人 肌肉大獎賽MAX（日语：キン肉マン マッスルグランプリ#キン肉マン マッスルグランプリ）（金肉須久留〈金肉人〉）
- 數碼寶貝 拯救隊外傳任務（日语：デジモンセイバーズ アナザーミッション）（金肉須久留〈金肉人〉、金肉人戰鬥型態）

2007年
- Another Century's Episode 3 THE FINAL（洛伊·福克）
- 金肉人 肌肉大獎賽2（日语：キン肉マン マッスルグランプリ#キン肉マン マッスルグランプリ2）（金肉須久留〈金肉人〉）
- 超級機器人大戰Scramble Commander the 2nd（日语：スーパーロボット大戦Scramble Commander the 2nd）（流龍馬、響洸、洛伊·福克）
- 名偵探柯南 追憶的幻想（毛利小五郎）

2008年
- 金肉人 肌肉大獎賽2 特大碗（金肉須久留〈金肉人〉）
- 超級機器人大戰A 攜帶版（流龍馬、龍崎一矢）
- 超級機器人大戰Z（流龍馬）
- 北斗神拳 ～北斗神拳傳承者之道～（拳四郎）
- 超時空要塞 邊疆王牌（日语：マクロスエースフロンティア）（洛伊·福克）

2009年
- 超時空要塞 終極邊疆（日语：マクロスアルティメットフロンティア）（洛伊·福克）

2010年
- Another Century's Episode:R（洛伊·福克）

2011年
- 超時空要塞 三角邊疆（日语：マクロストライアングルフロンティア）（洛伊·福克）

2013年
- 七龍珠群雄（葛力克二世Jr.）
- 北斗神拳 激打MAX（日语：北斗の拳 激打MAX）（拳四郎）

2014年
- 七龍珠群雄 究極任務2（葛力克二世Jr.）
- 100&Metal GINGAAAN!!（日语：100&メダル GINGAAAN!!）

2016年
- 超級七龍珠群雄（葛力克二世Jr.）

2017年
- 七龍珠群雄 究極任務X（葛力克二世Jr.）

2019年
- JUMP FORCE（羽獠）
- 超級七龍珠群雄 世界任務（葛力克二世Jr.）
- Cross×Logos（冴羽獠[80]）

2023年
- 超偵探事件簿 霧雨謎宮（Number 1）

### 柏青哥、角子機
- CR爆笑摩艾（摩艾）
- CR城市獵人（羽獠）
- CR柏青哥金肉人（日语：CRぱちんこキン肉マン）（金肉須久留〈金肉人〉（日语：キン肉スグル））
- 角子機金肉人 ～金肉星王位爭奪篇～（日语：パチスロキン肉マン）（金肉須久留〈金肉人〉）
- 角子機城市獵人（冴羽獠）
- 北斗神拳（拳四郎（日语：ケンシロウ））[注 18]

### 外語配音

#### 電影／電視影集
| 作品年份 | 作品名稱                 | 配演角色                 | 演員                  | 媒介                           |
| -------- | ------------------------ | ------------------------ | --------------------- | ------------------------------ |
| 1980     | Girls                    | 彼得·詹金斯              | 喬治·布爾基           | 富士電視台版                   |
| 1982     | 斯帝爾傳奇 (第1～2季)    | 雷明頓·斯蒂爾            | 皮爾斯·布洛斯南       | 日本電視台版                   |
| 1993     | 核彈快車                 | 麥可'麥克'格雷厄姆       | 皮爾斯·布洛斯南       | 機內上映版本                   |
| 1995     | 詹姆士·龐德：金眼睛      | 詹姆士·龐德              | 皮爾斯·布洛斯南       | 影碟版本                       |
| 1997     | 天崩地裂                 | 哈利·道爾頓              | 皮爾斯·布洛斯南       | 影碟版本                       |
| 1997     | 詹姆士·龐德：明日帝國    | 詹姆士·龐德              | 皮爾斯·布洛斯南       | 影碟版本                       |
| 1999     | 詹姆士·龐德：黑日危機    | 詹姆士·龐德              | 皮爾斯·布洛斯南       | [ 注 20 ]                      |
| 1966     | 家庭教師                 | 布魯諾                   | 凱思·斯基納           | ／DVD收錄                      |
| 1967     | My Name Is Pecos         | 奈德                     | 莫里齊歐·博奴亞       | TBS版／DVD收錄                 |
| 1968     | X-1號敢死潛艇            | Seaman Quentin           | 保羅·楊格             | 朝日電視台版／DVD收錄          |
| 1968     | 我倆沒有明天             | 宅配員                   | －                    | 朝日電視台版                   |
| 1969     | 不敗戰神                 | －                       | －                    | TBS版                          |
| 1977     | 星際大戰四部曲：曙光乍現 | 路克·天行者              | 馬克·漢米爾           | THE STORY OF THE STAR WARS版本 |
| 1977     | 王子與乞丐               | 愛德華六世               | 馬克·萊斯特           | －                             |
| 1978     | 偉大的星期三             | Jack Barlowe             | 威廉·凱特             | 日本電視台版                   |
| 1978     | 老虎田雞                 | 老虎                     | 劉家榮                | 富士電視台版／DVD收錄          |
| 1978     | 神秘眼                   | 約翰·尼維爾              | 湯米·李·瓊斯          | －                             |
| 1979     | 飆風天王                 | Bo Duke                  | 約翰·施奈德           | 富士電視台版                   |
| 1980     | 鐵血軍營                 | 葛瑞夫                   | 馬克·漢米爾           | TBS版                          |
| 1980     | 凡夫俗子                 | 康拉德·傑瑞              | 提摩西·荷頓           | 朝日電視台版                   |
| 1981     | 緣來自昨天               | 麥特·克萊默              | 文森·範·派頓          | 日本電視台版                   |
| 1982     | 軍官與紳士               | Topper Daniels           | 大衛·卡羅素           | 富士電視台版                   |
| 1983     | 布偶奇遇記               | 葛伯蛙                   | 傑里·尼爾森           | NHK版                          |
| 1983     | 愛情插班生               | 鮑比·克里斯塔爾          | 馬特·拉坦齊           | －                             |
| 1983     | 瘋狂靚妹仔               | 吉姆·格林                | 馬修·莫汀             | 富士電視台版                   |
| 1984     | 警察學校                 | 凱利·馬洪尼              | 斯蒂夫·古根伯格       | TBS版／BD&DVD收錄              |
| 1984     | 布偶占領曼哈頓           | 科米蛙                   | 吉姆·亨森〈配音〉     | CBS／FOX版                     |
| 1984     | 消失的1943               | 大衛·赫爾德格            | 麥可·派瑞             | 富士電視台版                   |
| 1986     | 超級魔鬼幹部             | Takahara "Kaz" Kazuhiro  | 傑德·渡邊             | 富士電視台版／DVD收錄          |
| 1986     | 魔幻迷宮                 | 迪迪莫斯                 | 大衛·肖內西〈配音〉   | 富士電視台版                   |
| 1986     | 橫掃千軍                 | Chandler Jarrell         | 艾迪·墨菲             | 機內上映版本                   |
| 1988     | 鐵甲無敵瑪利亞           | 救世主                   | 林國斌                | VHS版本                        |
| 1988     | 燈紅酒綠                 | Jamie Conway             | 麥可·J·福克斯         | TBS版                          |
| 1988     | 破曉時刻                 | Dale "Mac" McKussic      | 梅爾·吉勃遜           | VHS版本                        |
| 1989     | 大偵探波洛               | 多諾萬·貝利              | 尼古拉斯·派里特德     | NHK版                          |
| 1989     | 光榮戰役                 | 羅伯特·古爾德·蕭上校     | 馬修·波特歷           | 影碟版本                       |
| 1990     | 神探奇兵                 | Ford Fairlane            | 安德魯·戴斯·克萊      | DVD版本                        |
| 1995     | 絕地戰警                 | 馬奎斯·巴涅特警探        | 馬汀·勞倫斯           | 富士電視台版                   |
| 1997     | 奪面雙雄                 | 肖恩·阿徹／卡斯特·特洛伊 | 約翰·屈伏塔           | DVD&VHS版本                    |
| 2002     | MIB星際戰警2             | Worm Guy                 | Thom Fountain〈配音〉 | 劇院公映／影碟收錄             |
| 2015     | 世界大對戰               | 艾迪·普朗                | 彼特·丁拉基           | 劇院公映版本                   |

#### 動畫
吉爾伯特·戈特弗里德
- 阿拉丁系列（艾格）
  - 阿拉丁 (1992年電影)
  - 賈方復仇記
  - 阿拉丁和大盜之王
  - 阿拉丁 (1994年電視動畫)
- 拇指姑娘 (1994年電影動畫)（英语：Thumbelina (1994 film)）（Berkeley Beetle）

其它作品
- 美國隊長（美國隊長）
- Once Upon a Time（英语：Once Upon a Time (1973 film)）（王子）
- 星際大戰：DROID的大冒險（Mungo Baobab〈溫斯頓·瑞克特〉）※VHS版。

### 電視劇
- 戰國自衛隊 關原之戰（日语：戦国自衛隊・関ヶ原の戦い）（2006年，日本電視台）－旁白
- 歡樂江戶（日语：よってこ てんてこ め江戸かふぇ）（2013年1月，SUN電視台 等）－老頭2、旁白 等

### 網路電視劇
- ＃只有聲音是天使（日语：＃声だけ天使）（2018年1月22日，AbemaTV）－特別講師：神谷明[82]

### 電視節目
NHK系列
- NHK教育
  - 理科教室中學校1年級（日语：理科教室中学校1年生）（1971年度大哥哥）
  - SWITCH專訪達人們（日语：SWITCHインタビュー 達人達）（2016年2月27日）
- 紅白歌合戰（NHK，第66回 2015年12月31日）（『動畫紅白』，拳四郎（日语：ケンシロウ）的聲音）
- BS動畫主題歌大全集2008（2008年5月6日，NHK-BS2） 『金肉人GOFight！』（「串田晃 with 神谷明」名義，與串田晃2人一起對唱）
- 是我們讓漫畫變強了「誰能成為英雄！就是我金肉人」（日语：ぼくらはマンガで強くなった〜SPORTS×MANGA〜）（NHK-BS1，2016年12月9日）

日本電視網
- 日本電視台
  - Premium Switch（日语：プレミアムスウィッチ）（2010年9月26日播出集數，特別來賓〈露面演出〉）
  - （旁白）
  - 途中下車之旅（日语：ぶらり途中下車の旅），又譯日本電車之旅[注 24]（2011年8月20日的播出集數，旁白[注 25]）
  - 劇場版「城市獵人」公開紀念特別節目 CITY HUNTER（2019年2月5日）

- 中京電視台
  - 全力以赴筋太郎！（日语：いただきマッスル!）（天之聲（旁白））

- 讀賣電視台
  - （旁白）

富士電視網
- 富士電視台
  - 我們雹子不來到族（日语：オレたちひょうきん族）（雹子不來到之星誕生主持人）
  - 快進擊TV！歌唱衛門（日语：快進撃TVうたえモン）
  - （旁白）
  - ～神問（2018年8月18日）

- 關西電視台
  - （2009年11月22日播出集數）

- 靜岡電視台
  - 電視寺子屋（日语：テレビ寺子屋）（2011年1月15、29日播出集數，講師）

朝日電視網
- 朝日電視台
  - CAR GRAPHIC  TV（日语：カーグラフィックTV）（初代旁白，擔當約至1986年為止）
  - 週刊PLAY GIRL（旁白）
  - 星期天滑啊滑到哪（日语：シルシルミシルさんデー）
    - （2011年4月11日，的聲音）
    - （2012年10月7日，的聲音）
    - （2013年6月30日，100的聲音）

- 朝日放送
  - 第1部 猜謎單元（出題者。1998年－2001年為止出演）

- 北海道電視台
  - 我思故我拉麵II（2013年2月28日，與水木一郎共同以特別來賓出演）

東京電視網
- 東京電視台
  - 爽朗色彩國度（埼玉縣宣傳節目旁白）
  - （旁白）
  - （2017年3月28日、9月12日）

- 愛知電視台
  - 激撮！愛知警密着24時 ～欲大追跡SP～（2019年2月2日，旁白）

TBS電視網
- TBS
  - 怪傑黄金時間隊!!（日语：怪傑黄金時間隊!!）（旁白）
  - 小知識之泉
    - 「武器」（2004年6月16日，任天堂突擊隊長龍（日语：最強挙士伝説 ファミコマンドー竜））
    - 台詞存在解（2004年12月8日）
    - 副聲道旁白（2006年5月3日）

- MBS
  - 痛快！明石家電視台（日语：痛快!明石家電視台）（2018年9月3日）

其它電視台
- （BS SKY Perfec！（日语：BSスカパー!），2019年9月19日）

### 電影
- 日本沈没（自衛隊、警察無線電聲音）
- 再見了，親愛的總統（日语：さらば愛しの大統領）（本人出演）
- 城市猎人（新闻播音员）

### 特攝影集
- 伏魔三劍俠（巴斯卡爾的配音）
- 印刷吧！共信人（共信人的配音）
- SF影集 猿之軍團（日语：SFドラマ 猿の軍団）（酒場猿猴的配音）
- 加油!! 小露寶（小百勤的配音）
- Cutie Knight 2（飾演帝國屋首領）
- 超級戰隊系列
  - 超力戰隊王連者（顏魔神的配音）
  - 超力戰隊王連者 王連VS隱連者（顏魔神的配音）
  - 豪快者 護星者 超級戰隊199英雄大決戰（黑十字王的配音）
- 聲優戰隊Voicelugger（飾演將軍γ）
- 鏡子超人（戰鬥機機師的聲音）

### 人偶劇
- [注 26]
- 布偶奇遇記（日语：フラグルロック）（葛波·弗拉格）
- 布丁布丁物語（日语：プリンプリン物語）（路奇將軍）
- 紅孔雀（日语：紅孔雀）（夸烏特莫克、浮寢丸）

### 廣播節目
※記號表示說明網路廣播。
- 明、惠的夢想夢想派對（日语：ドリーム・ドリーム・パーティ）（文化放送）
- 郁惠（日语：榊原郁恵）與明的花金派對（日本放送）－與原郁惠雙主持。
- XYZ Ryo's Bar（FM NACK5（日语：エフエムナックファイブ））
- 神谷明的All Night-NIPPON（日语：オールナイトニッポン）≪週五2部≫（日本放送）
- All Night-NIPPON 特別節目 假面騎士10號誕生紀念·石森章太郎的All Night-NIPPON（日语：仮面ライダー10号誕生記念・石森章太郎のオールナイトニッポン）內的廣播劇場『假面騎士ZX』（村雨良／假面騎士ZX）
- （TBS廣播）
- 小學生挑戰放送局（日语：小学生チャレンジ放送局）（TBS廣播）
- 電台劇畫傑作系列（日语：ラジオ劇画傑作シリーズ）『少年之町ZF（日语：少年の町ZF）』（真庭典明）
- 底日曜拳銃（日本放送）
- Nadesico就是我（ABC電台）－飾演山泉仙六
- 人造人009（009／嶋村喬）
- 神谷明RETURNS！（2001年－2005年，AII※・Radi@（日语：エー・アイ・アイ）※）
- 神谷明 Hot Beat Party （页面存档备份，存于）（2005年－，冴羽商事）※
- 神谷明 TALK！×3（2018年[83]－，CBC電台）

### CD
- INFERIUS惑星戰史外傳 CONDITION GREEN（日语：インフェリウス惑星戦史外伝 CONDITION GREEN）（菲利浦·艾米特准將）
- 天使心 廣播劇CD書（羽獠）
- 究極超人R（日语：究極超人あ〜る）系列（鳥坂學長）
- 筋肉少女帶（筋肉少女帶與水木一郎）『221B戰記』（對談）
- CD劇場 勇者鬥惡龍II（日语：CDシアター ドラゴンクエスト）（康達塔（日语：カンダタ））
- CD劇場 勇者鬥惡龍V（帕帕斯）
- CD廣播劇精選集 三國志（日语：CDドラマコレクションズ 三國志）（馬超孟起）
- 格鬥天王'94（坂崎良）
- 城市獵人系列
  - 城市獵人 DRAMATIC MASTER 2（神谷的獨唱曲，以及跟伊倉一惠2人進行對唱，迷你劇場收錄）
  - 城市獵人 廣播劇CD書 恐怖的天使之塵篇（冴羽獠）
  - 城市獵人 廣播劇CD書篇 哀傷的天使（冴羽獠）
- 超級機器人大戰F（PlayStation版）購入特典CD（神谷教官）
- 蒼天之拳 廣播劇CD書（霞拳志郎）
- 天外魔境系列
  - CD廣播劇 天外魔境 風雲歌舞伎傳 音樂原聲帶（日语：天外魔境 風雲カブキ伝#CD）（劇中歌［］）
  - CD廣播劇 天外魔境(1) 風雲歌舞伎傳 美國人異聞 凱旋公開！歌舞伎傳顛末記（永遠のサングエ）
- 廣播劇CD「洛克人危機一髪」（旁白、超級機器恐龍）
- 遙遠國度物語（日语：はるか遠き国の物語）（阿姆·迪恩）
- 北斗神拳 ORIGINAL SONGS（「KEN -北斗星-」）－本人名義收錄。
- 北斗神拳 ORIGINAL SONGS－拳四郎（日语：ケンシロウ）名義收錄。
- 真冬流星（1997年12月17日，作為WITH YOU（日语：WITH YOU (音楽ユニット)））
- 未來放浪加爾汀（日语：未来放浪ガルディーン） 大歌劇（貝利亞少尉）

### 黑膠唱片
- 旅人（與中尾隆聖合音）
- Oh！ 青春日曜日（堀江美都子對唱）
- /今（B面歌曲的「今」為插入歌）
- 神谷明III  青春
- 神谷明…青春抒情……夜明
- （未來警察浦島人插入歌）

### 廣告
所有項目皆負責旁白工作，除了未標示負責工作的項目之外。
- Popy（日语：ポピー (玩具メーカー)） 『超合金（日语：超合金 (玩具)）·』
- 樂敦製藥 『用』
- 麒麟啤酒（現Kirin Beverage（日语：キリンビバレッジ）） 『麒麟柳橙』
- Autobacs（日语：オートバックスセブン）（1984年）
- 萬代
  - 『筋肉人摔角大賽』（1985年）－扮演金肉須久留〈金肉人〉（日语：キン肉スグル）
  - 『生化劍BOX』（1984年）
  - 『超人力霸王俱樂部 找出敵方怪獸吧！』（1990年）
- 日本物產 『神鷹一號』（1985年）
- VAP 『超級實戰棒球（日语：スーパーリアルベースボール）』（1988年）
- Sega 『銀河快槍手』（1993年）
- 萬普
  - 『第2次超級機器人大戰G』（1995年）
  - 『北斗神拳（Sega Saturn版）』（1995年）
  - 『全超級機器人大戰 電視大百科』（1998年）－神谷教官（露面出演）
  - 『超級機器人大戰F（PlayStation版） （1998年）－神谷教官（露面出演）
  - 『超級機器人大戰F 完結篇（Play Station版）』（1999年）－神谷教官（露面出演）
  - 『超級機器人大戰α』（2000年）－與林原惠共同出演
  - 『超級機器人大戰COMPACT for WonderSwanColor（日语：スーパーロボット大戦COMPACT）』（2001年）－與矢島晶子共同出演
  - 『超級機器人大戰Scramble Commander（日语：スーパーロボット大戦Scramble Commander）』（2003年）－與三石琴乃共同出演
- 食其家 『並盛299円的牛丼祭』（2008年11月末）－扮演金肉須久留〈金肉人〉
- 東映 『「Fist of the North Star 北斗神拳」錄影帶&LD』（1995年）
- 本田 『速克達DJ1』（1985年）
- 東京巨蛋城遊樂園（舊後樂園主題樂園）（日语：東京ドームシティアトラクションズ） （1985年－2010年）－超級戰隊秀
- 麥當勞 （1987年）
- 山形銀行（日语：山形銀行）
- commuf@（日语：コミュファ）（中部電力·KDDI系之光回線物聯網）
- PL LAND（日语：PLランド）－金肉人角色秀
- 芝政世界（日语：芝政ワールド） （2007年夏）
- 西原物產（日语：西原物産）
- 三菱汽車
  - 『CYCLONE ENGINE（日语：サイクロンエンジン）節』（1986年）
  - 『三菱Minica』（1992年3月）
- 樂天 『PUNCH UP』（1980年代）
- 任天堂
  - 『Game Boy戰爭』（1991年）
  - 『彈珠卡比（日语：カービィのピンボール）』（1993年）
  - 『Stunt Race FX（日语：ワイルドトラックス）』（1994年）
- 關西電力（1984年）－扮演金肉須久留〈金肉人〉
- 簸上清酒 『七冠馬』（2000年代）
- 大阪府遊技業協同組合
- 東洋水產 
- 小林製藥 『退熱貼』
- 先鋒 新作LD旁白
- Artnature（日语：アートネイチャー） 增髮一手搞定包裝『Mrping』－旁白，與千葉繁共同（2014年）
- 真人電影『爆漫王。』努力篇（2015年）旁白[84]
- DeNA 『金肉人 筋肉秀』（2016年）[85]
- 工合線上娛樂 『龍族拼圖×金肉人』（2016年）－擔當GungHo Call的冒頭部分。
- SUGAI DINOS（日语：スガイディノス）札幌 閉店祭（2019年）
- HAMA壽司（日语：はま寿司）
  - 『大祭』（2019年6月）
  - 『祭』（2019年7月24日）
  - 『祭』（2019年9月12日）
- Mercedes-Benz日本 「A」車心震篇（2019年7月22日）
- 羽衣食品（日语：はごろもフーズ）（2019年9月26日）－網路廣告，負責雞的聲音[86]

### 其它
- 劇場版 電擊戰隊變化人預告篇（旁白）
- 聖飢魔II BACK STAGE OF 聖飢魔II ～裏錄影帶～（旁白）
- 電氣GROOVE（日语：電気グルーヴ）『Cafe de 鬼（臉與科學）』PV（下集預告旁白）
- 2003年阪神虎 中央聯盟優勝紀念銷售（AEON（日语：イオン (企業)））
- 麥當勞 快樂兒童餐玩具 蝴蝶結型變聲器（毛利小五郎）
- 松井常松（日语：松井常松）『DIVINATIONS』（旁白）
- 講談社錄影帶 黑澤元治的AT車運轉技術（旁白）
- Best MOTORing（日语：ベストモータリング）（旁白，1989年～2005年6月號為止）
- Daydream Tripper（日语：Daydream Tripper）（羽獠的台詞）
- 東映視訊（日语：東映ビデオ）（作品介紹旁白）
  - 超光戰士山齊里奧
  - 金剛戰士
- 攜帶式週刊Comic Bunch（日语：週刊コミックバンチ）的附帶聲音（霞拳志郎）
- Melody Call （页面存档备份，存于）的聲音（與過去之前歌唱的歌曲，拳四郎（日语：ケンシロウ）與冴羽獠的Melody Call專用的原創錄製台詞）
- 歐力士野牛的體育場廣播（日语：スタジアムDJ）（2012年7月29日北海道日本火腿鬥士之戰）
- 趣味心跳！「一聲入魂！動畫聲優塾」（2015年，NHK教育）－第5回講師
- 小崇與小敏的大鼓道路綜藝（日语：タカアンドトシの道路バラエティ!? バスドラ）（朝日電視台，2015年5月26日）-『（第2彈）』，與難波圭一、堀川亮、金田朋子共同演出
- HAMA壽司（日语：はま寿司）
  - （旁白，2019年6月13日－）
  - 的聲音（2019年6月13日－）
- 金肉人連載40週年紀念 STOP MOVIE（特別聲音，2019年6月16日）
- 神谷明×千葉繁（2020年10月23日，家庭劇場（日语：ファミリー劇場）〈YouTube發佈、動畫發佈、電視播出〉）－談話性節目。與千葉繁共同演出[87][88]

### 著作
-  OPT Communications 1994年 座談集
-  青磁BiBLOS（日语：ビブロス (出版社)） 1995年 座談集
-  OPT Communications 1994年 主婦之友社（日语：主婦の友社） 完全版1997年
-  學研 2001年
-  學研 2009年

## 腳註

## 外部連結
- 神谷明事務所 冴羽商事｜所屬成員 神谷明 （日語）－個人事務所公開資料。
- （日語）－後援會官方網站（2010年12月31日已經關閉）。
- （日語）－神谷明的官方個人部落格（2009年7月28日－）
- 神谷明的X（前Twitter） （日語）
- 神谷明的Instagram帳戶 （日語）
- 日本電影數據庫（JMDb）上神谷明的資料（日語）
- 神谷明 （页面存档备份，存于）（日語）－allcinema（日语：allcinema）
- 神谷明 （页面存档备份，存于） （日語）－KINENOTE（日语：キネマ旬報映画データベース）
- Akira Kamiya在互联网电影资料库（IMDb）上的資料（英文）
- 神谷明 Movie Walker （页面存档备份，存于） （日語）